# Orlando Pirates
Orlando Pirates je jihoafrický fotbalový klub z města Johannesburg, v současné době hraje nejvyšší jihoafrickou ligu. Své domácí zápasy hraje na Orlando Stadium s kapacitou 40 000 míst.

## Úspěchy
- Jihoafrická liga (9): 1971, 1973, 1975, 1976, 1994, 2001, 2003, 2011, 2012
- Liga mistrů CAF (1): 1995